# کلیفورد اتین
کلیفورد اتین (به انگلیسی: Clifford Etienne) (زاده ۹ مارس ۱۹۷۰) بوکسور حرفه‌ای سابق و سارق محکوم آمریکایی است که در حال حاضر در حال گذراندن حکم ۱۵۰ سال زندان بدون امکان آزادی مشروط است. او با مایک تایسون، فرانسیس بوتا، نیکولای والوف، کالوین براک و لامون بروستر مبارزه کرده‌است.

## فعالیت مجرمانه و حبس
او ابتدا به جرم سرقت مسلحانه در یک مرکز خرید به ۴۰ سال زندان محکوم شد، در آنجا عضو تیم بوکس زندان Gunslingers در لوئیزیانا بود. گزارش شده‌است که رکورد بی‌سابقه ۳۰–۰ زندان را داشته‌است. او پس از گذراندن ۱۰ سال حبس به دلیل حسن اخلاق آزاد شد.
بار دیگر در سال ۲۰۰۶ به اتهام اقدام به قتل و چندین اتهام دیگر محکوم شد. اتین در اوت ۲۰۰۵ به اتهام سرقت مسلحانه، آدم‌ربایی و تلاش برای قتل یک افسر پلیس دستگیر شد. گفته می‌شود اتین از یک مغازه محلی سرقت می‌کند، خودروی حامل یک زن و فرزندانش را به سرقت می‌بَرد، و هنگام مواجه با یک افسر پلیس به روی او اسلحه می‌کشد. او در ۲۲ ژوئن ۲۰۰۶ به ۱۶۰ سال زندان بدون امکان آزادی مشروط محکوم شد. در آوریل ۲۰۱۳، محکومیت وی از ۱۶۰ سال به ۱۰۵ سال کاهش می‌یابد. اتین اکنون یک نقاش است و از زندان آثار هنری نقاشی می‌کند. او همچنین به عنوان آرایشگر در همان زندان کار می‌کند.

## حرفه مبارزه
زمانی که مایک آهنین در ۲۲ فوریه سال ۲۰۰۳ در ممفیس وارد رینگ شد، در مسیر نزولی زندگی ورزشی خود قرار گرفته بود. او ابتدا با کلیفورد اتین که رقیب دندان‌گیری نبود، روبرو شد و او را تنها در ۴۹ ثانیه ناک اوت کرد. این در شرایطی بود که او ادعا می‌کرد کمرش شکسته‌است.
پس از این مبارزه اتین بلافاصله اعلام ورشکستگی کرد. با این حال پس از آن او با مزرعه پر سود حشیش، چندین حضور در فیلم‌های هالیوود و بازگشتش به رینگ در برابر روی جونز جونیور در سال ۲۰۲۰ مورد توجه قرار گرفت و در این میان مدت زیادی را هم در زندان سپری کرد. زندان باعث شد او دوباره برای حضور در مسابقات بوکس انگیزه پیدا کند. اتین پس از محکوم شدن در سال ۲۰۰۶، در حال گذراندن حکم ۱۵۰ سال زندان در لوئیزیانا به دلیل سرقت مسلحانه، آدم‌ربایی و تلاش برای قتل یک افسر پلیس است. این بوکسور با رکورد ۲۹ برد، دو تساوی و چهار باخت بازنشسته شد.

## برای مطالعهٔ بیشتر
- Mike Tyson KOs Clifford Etienne
- The Mike Tyson Chronicles: Clifford Etienne
- Etienne arrested
- Heavyweight boxer Etienne arrested
- Clifford Etienne “The Black Rhino” Sentenced to 150 Years in Prison